# Plamy wodne
Plamy wodne (wodosłój) – ciemne zabarwienie drewna, widoczne na czołach w postaci jednolicie zabarwionej plamy umiejscowionej najczęściej w sąsiedztwie rdzenia lub zgniłych sęków. Na przekrojach podłużnych plamy wodne występują w postaci ciemno zabarwionych pasm. Zabarwienie to zanika w miarę wysychania drewna, pozostawiając niekiedy drobne pęknięcia.
Przyczynę plam wodnych stanowić mogą zaburzenia w przewodzeniu wody lub wnikanie do wnętrzna pnia wody z opadów atmosferycznych (deszcz, topniejący śnieg) przez szczeliny w rozwidleniach lub nadpsutych sękach.
Plamy wodne spotyka się głównie w drewnie sosny i świerka, rzadziej w drewnie brzozy, osiki i jesiona.